# Willem V van Horne
Willem V van Horne (1324 - 1357)  was heer van Horne en van Altena. Hij was de oudste zoon van Willem IV van Horne en diens tweede vrouw Elizabeth van Kleef.
Willem V erfde zijn titels van zijn oudste (half)broer Gerard II van Horne na diens dood in de Slag bij Warns. Gerard II was tevens heer van Gaasbeek, maar dit goed ging na zijn dood naar zijn oudste zuster Johanna van Horne.
In 1356 verleende Willem V stadsrechten aan Woudrichem, de belangrijkste plaats in het Land van Altena.
Willem V was gehuwd met Machteld van Arkel. Zij was een dochter van Jan IV van Arkel en Irmgard van Kleef. Uit dit huwelijk werden geboren:
- Dirk van Horn (-1404) bisschop van Osnabruck
- Marie van Horn. Zij trouwde met Hendrik heer van Gemen
- Willem VI van Horne (1358 - 1415) heer van Horn

Willem V stierf binnen enkele weken na de geboorte van zijn zoon Willem VI. Graaf Willem V van Holland beleende toen echter niet de jonge Willem VI met de heerlijkheid van Altena, maar diens oom Dirk Loef van Horne, de jongere broer van Willem V. De moeder van de jongen, Machteld van Arkel, hertrouwde kort na de dood van Willem VI met Boudewijn III van Steinfurt. In 1368 echter beleende hertog Albrecht van Beieren, als ruwaard voor Holland, alsnog Willem VI met de heerlijkheid van Altena, wegens wangedrag van Dirk Loef.

Als Willem V enkele weken NA de geboorte van zijn zoon in 1358 is gestorven, dan kan hij niet in 1357 (zie kop) gestorven zijn. Of Willem VI is in 1357 geboren, of Willem V is in 1358 (of later) gestorven. Ik weet het (nog) niet.